# Applied Cultural Analysis
Uddannelsen i Anvendt Kulturanalyse, formelt kendt som Applied Cultural Analysis eller MACA, er en 2-årig kandidatuddannelse på Københavns Universitet og Lunds Universitet i Sverige. Uddannelsen er engelsksproget og kombinerer dele fra antropologi, sociologi og samfundsvidenskab. Uddannelsen giver et kulturanalytisk indsigt, særligt på baggrund af en indgående viden om metode, teori, feltarbejde og forskellige kulturteorier. Uddannelsen kan bruges inden for eksempelvis interkulturel kommunikation, forbrugeradfærd, organisations- og virksomhedskultur, livsstil, kulturel mangfoldighed og fænomener inden for oplevelsesøkonomien.
Færdiguddannede kandidater fra MACA finder ofte beskæftigelse inden for det private erhvervsliv, særligt i forbindelse med innovation, rådgivning, konsulentvirksomhed og projektledelse, men også i sundheds- og medicinalindustrien og i det offentlige.